# اللکاماه
ال-لکاماه یک منطقهٔ مسکونی در یمن است که در استان صنعا واقع شده‌است.